# Liste der Bodendenkmäler in Leiblfing
Auf dieser Seite sind die Bodendenkmäler in der niederbayerischen Gemeinde Leiblfing zusammengestellt. Diese Tabelle ist eine Teilliste der Liste der Bodendenkmäler in Bayern. Grundlage ist die Bayerische Denkmalliste, die auf Basis des Bayerischen Denkmalschutzgesetzes vom 1. Oktober 1973 erstmals erstellt wurde und seither durch das Bayerische Landesamt für Denkmalpflege geführt wird. Die folgenden Angaben ersetzen nicht die rechtsverbindliche Auskunft der Denkmalschutzbehörde.

## Bodendenkmäler der Gemeinde Leiblfing

### Bodendenkmäler in der Gemarkung Eschlbach
| Lage                 | Objekt | Akten-Nr.     | Bild |
| -------------------- | --- | ------------- | ---- |
| Eschlbach (Standort) | Frühmittelalterlicher Ringwall. Neolithische Siedlung. | D-2-7140-0178 |      |
| Eschlbach (Standort) | Verebnete Grabhügel vorgeschichtlicher Zeitstellung. | D-2-7140-0179 |      |
| Eschlbach (Standort) | Verebnete Grabhügel vorgeschichtlicher Zeitstellung. | D-2-7140-0180 |      |
| Eschlbach (Standort) | Verebnete Grabhügel vorgeschichtlicher Zeitstellung. | D-2-7141-0253 |      |
| Eschlbach (Standort) | Siedlung vor- und frühgeschichtlicher Zeitstellung. | D-2-7240-0169 |      |
| Eschlbach (Standort) | Siedlung der Linear- und Stichbandkeramik, der Gruppe Oberlauterbach, der Münchshöfener Gruppe, der Rössener Kultur, der Altheimer Gruppe, des Spät- oder Endneolithikums, der frühen Bronzezeit sowie allgemein der Metallzeiten. | D-2-7240-0171 |      |
| Eschlbach (Standort) | Siedlung der Linear- und Stichbandkeramik und der Münchshöfener Gruppe. | D-2-7240-0172 |      |
| Eschlbach (Standort) | Siedlung der Latènezeit. | D-2-7240-0173 |      |
| Eschlbach (Standort) | Siedlung der Stichbandkeramik, der Münchshöfener und der Altheimer Gruppe, der Bronzezeit und der Urnenfelderzeit. | D-2-7240-0174 |      |
| Eschlbach (Standort) | Untertägige mittelalterliche und frühneuzeitliche Befunde im Bereich der Katholischen Filialkirche St. Leonhard in Eschlbach, darunter Spuren von Vorgängerbauten bzw. älteren Bauphasen.                                          | D-2-7240-0231 |      |
| Eschlbach (Standort) | Siedlung vor- und frühgeschichtlicher Zeitstellung. | D-2-7241-0106 |      |
| Eschlbach (Standort) | Siedlung vor- und frühgeschichtlicher Zeitstellung. | D-2-7241-0284 |      |

### Bodendenkmäler in der Gemarkung Großköllnbach
| Lage                     | Objekt                                     | Akten-Nr.     | Bild |
| ------------------------ | ------------------------------------------ | ------------- | ---- |
| Großköllnbach (Standort) | Grabhügel vorgeschichtlicher Zeitstellung. | D-2-7241-0006 |      |
| Großköllnbach (Standort) | Grabhügel vorgeschichtlicher Zeitstellung. | D-2-7241-0007 |      |

### Bodendenkmäler in der Gemarkung Hailing
| Lage               | Objekt | Akten-Nr.     | Bild |
| ------------------ | --- | ------------- | ---- |
| Hailing (Standort) | Frühmittelalterliches Reihengräberfeld. | D-2-7241-0107 |      |
| Hailing (Standort) | Siedlung des Neolithikums unter anderem der Linear- und Stichbandkeramik, der Gruppe Oberlauterbach und der Münchshöfener Gruppe sowie der Bronzezeit und Urnenfelderzeit.                     | D-2-7241-0108 |      |
| Hailing (Standort) | Verebnete Viereckschanze der späten Latènezeit. | D-2-7241-0109 |      |
| Hailing (Standort) | Verebnete Grabhügel vorgeschichtlicher Zeitstellung. | D-2-7241-0110 |      |
| Hailing (Standort) | Siedlung vor- und frühgeschichtlicher Zeitstellung. | D-2-7241-0111 |      |
| Hailing (Standort) | Verebnete vorgeschichtliche Grabhügel und/oder Siedlung vor- und frühgeschichtlicher Zeitstellung.                                                                                             | D-2-7241-0112 |      |
| Hailing (Standort) | Verebnetes Grabenwerk vor- und frühgeschichtlicher Zeitstellung. | D-2-7241-0113 |      |
| Hailing (Standort) | Siedlung vor- und frühgeschichtlicher Zeitstellung. | D-2-7241-0114 |      |
| Hailing (Standort) | Verebnetes Grabenwerk und Siedlung vor- und frühgeschichtlicher Zeitstellung. | D-2-7241-0115 |      |
| Hailing (Standort) | Siedlung vor- und frühgeschichtlicher Zeitstellung. | D-2-7241-0116 |      |
| Hailing (Standort) | Siedlung vor- und frühgeschichtlicher Zeitstellung. | D-2-7241-0117 |      |
| Hailing (Standort) | Untertägige mittelalterliche und frühneuzeitliche Befunde im Bereich der Katholischen Filialkirche St. Pauli Bekehrung in Hailing, darunter Spuren von Vorgängerbauten bzw. älteren Bauphasen. | D-2-7241-0228 |      |

### Bodendenkmäler in der Gemarkung Hainsbach
| Lage                 | Objekt | Akten-Nr.     | Bild |
| -------------------- | --- | ------------- | ---- |
| Hainsbach (Standort) | Grabhügel vorgeschichtlicher Zeitstellung. | D-2-7240-0084 |      |
| Hainsbach (Standort) | Siedlung der Bronzezeit und Urnenfelderzeit. | D-2-7240-0175 |      |
| Hainsbach (Standort) | Untertägige frühneuzeitliche Befunde im Bereich der Katholischen Kapelle St. Barbara in Haidersberg, darunter Spuren von Vorgängerbauten bzw. älteren Bauphasen. | D-2-7240-0233 |      |

### Bodendenkmäler in der Gemarkung Hankofen
| Lage                | Objekt | Akten-Nr.     | Bild |
| ------------------- | --- | ------------- | ---- |
| Hankofen (Standort) | Grabhügel der mittleren Bronzezeit. | D-2-7241-0118 |      |
| Hankofen (Standort) | Turmhügel des Mittelalters. | D-2-7241-0119 |      |
| Hankofen (Standort) | Siedlung der Latènezeit, frühmittelalterliches Reihengräberfeld. | D-2-7241-0120 |      |
| Hankofen (Standort) | Siedlung der Stichbandkeramik/Gruppe Oberlauterbach und der Urnenfelderzeit. | D-2-7241-0121 |      |
| Hankofen (Standort) | Verebnete Grabhügel vorgeschichtlicher Zeitstellung. | D-2-7241-0122 |      |
| Hankofen (Standort) | Siedlung vor- und frühgeschichtlicher Zeitstellung. | D-2-7241-0123 |      |
| Hankofen (Standort) | Siedlung vor- und frühgeschichtlicher Zeitstellung. | D-2-7241-0124 |      |
| Hankofen (Standort) | Siedlung vor- und frühgeschichtlicher Zeitstellung. | D-2-7241-0125 |      |
| Hankofen (Standort) | Siedlung vor- und frühgeschichtlicher Zeitstellung. | D-2-7241-0126 |      |
| Hankofen (Standort) | Siedlung vor- und frühgeschichtlicher Zeitstellung. | D-2-7241-0127 |      |
| Hankofen (Standort) | Siedlung vor- und frühgeschichtlicher Zeitstellung. | D-2-7241-0128 |      |
| Hankofen (Standort) | Verebnete vorgeschichtliche Grabhügel und/oder Siedlung vor- und frühgeschichtlicher Zeitstellung.                                                                                      | D-2-7241-0131 |      |
| Hankofen (Standort) | Untertägige mittelalterliche und frühneuzeitliche Befunde im Bereich der Katholischen Filialkirche St. Martin in Mundlfing, darunter Spuren von Vorgängerbauten bzw. älteren Bauphasen. | D-2-7241-0226 |      |
| Hankofen (Standort) | Untertägige mittelalterliche und frühneuzeitliche Befunde im Bereich der Katholischen Filialkirche St. Georg in Hankofen, darunter Spuren von Vorgängerbauten bzw. älteren Bauphasen.   | D-2-7241-0230 |      |
| Hankofen (Standort) | Siedlung vorgeschichtlicher und mittelalterlicher Zeitstellung. | D-2-7241-0242 |      |
| Hankofen (Standort) | Viereckige Wall-Graben-Anlage mittelalterlicher Zeitstellung. | D-2-7241-0285 |      |

### Bodendenkmäler in der Gemarkung Hüttenkofen
| Lage                   | Objekt                                                | Akten-Nr.     | Bild |
| ---------------------- | ----------------------------------------------------- | ------------- | ---- |
| Hüttenkofen (Standort) | Siedlung der Münchshöfener Gruppe und der Bronzezeit. | D-2-7241-0135 |      |

### Bodendenkmäler in der Gemarkung Leiblfing
| Lage                 | Objekt | Akten-Nr.     | Bild |
| -------------------- | --- | ------------- | ---- |
| Leiblfing (Standort) | Grabhügel vorgeschichtlicher Zeitstellung. | D-2-7240-0176 |      |
| Leiblfing (Standort) | Siedlung vor- und frühgeschichtlicher Zeitstellung. | D-2-7240-0178 |      |
| Leiblfing (Standort) | Siedlung vor- und frühgeschichtlicher Zeitstellung. | D-2-7240-0179 |      |
| Leiblfing (Standort) | Siedlung vor- und frühgeschichtlicher Zeitstellung, unter anderem des Neolithikums. | D-2-7240-0180 |      |
| Leiblfing (Standort) | Siedlung vor- und frühgeschichtlicher Zeitstellung. | D-2-7240-0181 |      |
| Leiblfing (Standort) | Siedlung der Bronzezeit, der späten Bronzezeit bzw. älteren Urnenfelderzeit, der Hallstattzeit, der mittleren römischen Kaiserzeit und des (frühen) Mittelalters.                                                                  | D-2-7241-0132 |      |
| Leiblfing (Standort) | Siedlung der Linearbandkeramik und der Münchshöfener Gruppe. | D-2-7241-0133 |      |
| Leiblfing (Standort) | Siedlung des Neolithikums unter anderem der Stichbandkeramik, des Spätneolithikums/Altheimer Gruppe, der mittleren Bronzezeit sowie der späten Bronzezeit und Urnenfelderzeit.                                                     | D-2-7241-0134 |      |
| Leiblfing (Standort) | Verebneter Burgstall des Mittelalters. | D-2-7241-0136 |      |
| Leiblfing (Standort) | Siedlung vor- und frühgeschichtlicher Zeitstellung. | D-2-7241-0137 |      |
| Leiblfing (Standort) | Siedlung vor- und frühgeschichtlicher Zeitstellung. | D-2-7241-0138 |      |
| Leiblfing (Standort) | Siedlung vor- und frühgeschichtlicher Zeitstellung. | D-2-7241-0139 |      |
| Leiblfing (Standort) | Siedlung der Bronzezeit. | D-2-7241-0141 |      |
| Leiblfing (Standort) | Siedlung vor- und frühgeschichtlicher Zeitstellung. | D-2-7241-0142 |      |
| Leiblfing (Standort) | Siedlung der Linear- und Stichbandkeramik (Großgartacher Gruppe). | D-2-7241-0143 |      |
| Leiblfing (Standort) | Siedlung vor- und frühgeschichtlicher Zeitstellung. | D-2-7241-0144 |      |
| Leiblfing (Standort) | Siedlung vor- und frühgeschichtlicher Zeitstellung. | D-2-7241-0145 |      |
| Leiblfing (Standort) | Frühmittelalterlicher Bestattungsplatz. Siedlung der Altheimer Gruppe und der Metallzeiten. | D-2-7241-0146 |      |
| Leiblfing (Standort) | Siedlung der Linearbandkeramik. | D-2-7241-0147 |      |
| Leiblfing (Standort) | Siedlung des Neolithikums, unter anderem des Spätneolithikums, v. a. der Altheimer Gruppe. | D-2-7241-0224 |      |
| Leiblfing (Standort) | Untertägige mittelalterliche und frühneuzeitliche Befunde im Bereich der Katholischen Pfarrkirche Mariä Himmelfahrt mit zugehörigem, ummauerten Friedhof in Leiblfing, darunter Spuren von Vorgängerbauten bzw. älteren Bauphasen. | D-2-7241-0240 |      |

### Bodendenkmäler in der Gemarkung Metting
| Lage               | Objekt | Akten-Nr.     | Bild |
| ------------------ | --- | ------------- | ---- |
| Metting (Standort) | Untertägige mittelalterliche und frühneuzeitliche Befunde im Bereich der Katholischen Filialkirche St. Johannes der Täufer und Evangelist in Metting, darunter Spuren von Vorgängerbauten bzw. älteren Bauphasen. | D-2-7140-0268 |      |

### Bodendenkmäler in der Gemarkung Obersunzing
| Lage                   | Objekt | Akten-Nr.     | Bild |
| ---------------------- | --- | ------------- | ---- |
| Obersunzing (Standort) | Siedlung des Mittelneolithikums (Stichbandkeramik) und des Jungneolithikums (Altheimer Kultur) sowie der Urnenfelder- und der Hallstattzeit.                                                   | D-2-7141-0255 |      |
| Obersunzing (Standort) | Siedlung der Latènezeit. | D-2-7241-0148 |      |
| Obersunzing (Standort) | Siedlung des Neolithikums unter anderem der Stichbandkeramik/Gruppe Oberlauterbach und verebnetes rundes Grabenwerk vor- und frühgeschichtlicher Zeitstellung oder Burgstall des Mittelalters. | D-2-7241-0149 |      |
| Obersunzing (Standort) | Siedlung der Münchshöfener und Altheimer Gruppe sowie der Bronzezeit und Latènezeit. | D-2-7241-0150 |      |
| Obersunzing (Standort) | Bestattungsplatz der Urnenfelderzeit. | D-2-7241-0151 |      |
| Obersunzing (Standort) | Verebnetes viereckiges Grabenwerk vor- und frühgeschichtlicher Zeitstellung. | D-2-7241-0152 |      |
| Obersunzing (Standort) | Siedlung der Linearbandkeramik. | D-2-7241-0153 |      |
| Obersunzing (Standort) | Siedlung der Linearbandkeramik, der Bronzezeit und der Urnenfelderzeit. | D-2-7241-0154 |      |
| Obersunzing (Standort) | Siedlung vor- und frühgeschichtlicher Zeitstellung. | D-2-7241-0155 |      |
| Obersunzing (Standort) | Siedlung vor- und frühgeschichtlicher Zeitstellung. | D-2-7241-0156 |      |
| Obersunzing (Standort) | Siedlung vor- und frühgeschichtlicher Zeitstellung. | D-2-7241-0157 |      |
| Obersunzing (Standort) | Bestattungsplatz der Münchshöfener Gruppe. Siedlung der Münchshöfener Gruppe und der Urnenfelderzeit. Zwei Kreisgräben (von Grabhügeln) vor- und frühgeschichtlicher Zeitstellung.             | D-2-7241-0158 |      |
| Obersunzing (Standort) | Siedlung vor- und frühgeschichtlicher Zeitstellung. | D-2-7241-0159 |      |
| Obersunzing (Standort) | Siedlung der Linearbandkeramik und der Urnenfelderzeit. | D-2-7241-0160 |      |
| Obersunzing (Standort) | Siedlung vor- und frühgeschichtlicher Zeitstellung. | D-2-7241-0161 |      |
| Obersunzing (Standort) | Siedlung vor- und frühgeschichtlicher Zeitstellung. | D-2-7241-0162 |      |
| Obersunzing (Standort) | Verebnete Grabhügel vorgeschichtlicher Zeitstellung. | D-2-7241-0163 |      |
| Obersunzing (Standort) | Siedlung der Linear- und Stichbandkeramik, der Altheimer Gruppe, der Bronzezeit, Urnenfelder-, Hallstatt- und späten Latènezeit.                                                               | D-2-7241-0164 |      |
| Obersunzing (Standort) | Siedlung der Urnenfelderzeit. | D-2-7241-0165 |      |
| Obersunzing (Standort) | Siedlung der Linearbandkeramik, der Münchshöfener Gruppe und der Urnenfelderzeit. | D-2-7241-0166 |      |
| Obersunzing (Standort) | Untertägige mittelalterliche und frühneuzeitliche Befunde im Bereich der Katholischen Filialkirche St. Stephan in Obersunzing, darunter Spuren von Vorgängerbauten bzw. älteren Bauphasen.     | D-2-7241-0235 |      |
| Obersunzing (Standort) | Untertägige mittelalterliche und frühneuzeitliche Befunde im Bereich der Katholischen Filialkirche St. Martin in Niedersunzing, darunter Spuren von Vorgängerbauten bzw. älteren Bauphasen.    | D-2-7241-0237 |      |
| Obersunzing (Standort) | Siedlung der Urnenfelder- und Latènezeit, Bestattungsplatz der Glockenbecherkultur und der Bronzezeit.                                                                                         | D-2-7241-0283 |      |

### Bodendenkmäler in der Gemarkung Reißing
| Lage               | Objekt                                               | Akten-Nr.     | Bild |
| ------------------ | ---------------------------------------------------- | ------------- | ---- |
| Reißing (Standort) | Verebnete Grabhügel vorgeschichtlicher Zeitstellung. | D-2-7241-0197 |      |

### Bodendenkmäler in der Gemarkung Salching
| Lage                | Objekt | Akten-Nr.     | Bild |
| ------------------- | --- | ------------- | ---- |
| Salching (Standort) | Siedlungen der Linearbandkeramik, des Mittelneolithikums (Stichbandkeramik, Gruppe Oberlauterbach), des Jungneolithikums (Münchshöfener und Altheimer Gruppe), der Bronzezeit, der älteren Urnenfelderzeit, der Hallstattzeit, der Latènezeit, der römischen Kaiserzeit sowie Körpergräber vor- und frühgeschichtlicher Zeitstellung. | D-2-7141-0302 |      |

### Bodendenkmäler in der Gemarkung Schwimmbach
| Lage                   | Objekt | Akten-Nr.     | Bild |
| ---------------------- | --- | ------------- | ---- |
| Schwimmbach (Standort) | Grabhügel vorgeschichtlicher Zeitstellung. | D-2-7240-0182 |      |
| Schwimmbach (Standort) | Grabhügel vorgeschichtlicher Zeitstellung. | D-2-7240-0183 |      |
| Schwimmbach (Standort) | Siedlungen der Linear- und Stichbandkeramik, der Gruppe Oberlauterbach, der Münchshöfener Gruppe, der Altheimer Gruppe, der Bronzezeit und der späten Latènezeit.                         | D-2-7240-0184 |      |
| Schwimmbach (Standort) | Siedlung des Neolithikums. | D-2-7240-0185 |      |
| Schwimmbach (Standort) | Siedlung des Neolithikums, der späten Latènezeit und des Mittelalters. | D-2-7240-0187 |      |
| Schwimmbach (Standort) | Siedlung vor- und frühgeschichtlicher Zeitstellung. | D-2-7240-0191 |      |
| Schwimmbach (Standort) | Verebnete Grabhügel vorgeschichtlicher Zeitstellung und/oder Siedlungsspuren vor- und frühgeschichtlicher Zeitstellung.                                                                   | D-2-7240-0192 |      |
| Schwimmbach (Standort) | Untertägige mittelalterliche und frühneuzeitliche Befunde im Bereich der Katholischen Filialkirche St. Markus in Schwimmbach, darunter Spuren von Vorgängerbauten bzw. älteren Bauphasen. | D-2-7240-0229 |      |

### Bodendenkmäler in der Gemarkung Waibling
| Lage                | Objekt                                     | Akten-Nr.     | Bild |
| ------------------- | ------------------------------------------ | ------------- | ---- |
| Waibling (Standort) | Grabhügel vorgeschichtlicher Zeitstellung. | D-2-7241-0008 |      |